# Independencia Football Club
El Independencia Football Club (conocido popularmente como Club Independencia de Yaguarón) es un club deportivo de Paraguay, situado en la ciudad de Yaguarón, Departamento de Paraguarí. Fue fundado el 14 de mayo de 1924 y su actividad principal es el fútbol.

## Origen del nombre
El club lleva el nombre de Independencia FBC porque fue fundado un 14 de mayo (Día de la Independencia de Paraguay), en homenaje a todos aquellos hombres y mujeres que participaron del proceso independentista de aquella noche en la ciudad de Asunción, poniendo en riesgo sus vidas y dando así origen al Paraguay como estado-nación independiente. Entre aquellos próceres, se destaca José Gaspar Rodríguez de Francia, quien de hecho tenía su residencia en Yaguarón (actual Museo Dr. Francia).

### Apodos
El club recibe los apodos de "El Teju Jagua" o "Los mitológicos" porque muchas de las leyendas y mitos guaraníes se originaron en Yaguarón, más específicamente en el Cerro Yaguarón, donde las tribus locales creían que fue la creación del mundo. También algunos lo llaman "Los albirrojos de Yaguarón" o "Los rojiblancos de Yaguarón" por los colores de su camiseta principal que son el rojo y el blanco.

## Historia
Desde sus primeros años, participó solo en su liga regional, la Liga Yaguaronina de Deportes (equivalente a la cuarta división), ganando catorce campeonatos, pero desde el año 2024 inició también su incursión en la Primera División B Nacional (equivalente a la tercera división).

Escudo original del club.

## Estadio
El estadio cuenta con una capacidad para 2.500 espectadores sentados y recibe su nombre en homenaje a Don Benigno Quintana fundador del club y uno de sus primeros dirigentes durante sus primeros años de existencia. También es llamado popularmente como "La Cueva" o "La Cueva del Teju Jagua" o "El Estadio Mitológico" por los apodos del club.
El predio se encuentra ubicado en el centro urbano mismo de la ciudad, a unos 200 metros de la ruta PY01, cercano también a la entrada del Cerro Yaguarón. El recinto también es utilizado ocasionalmente por otros equipos de la zona y para algunos eventos sociales de la comunidad.

## Palmarés

### Nacionales
- Liga Yaguaronina de Fútbol (14): 1977, 1980, 1985, 1986, 1987, 1988, 1996, 1997, 2003, 2004, 2005, 2014, 2019, 2022.[10]